# Maison de fous
Maison de fous (Dårarnas hus) var en balettföreställning som gjordes 1920 av Svenska baletten i Paris. Den väckte mycket uppmärksamhet som ett tidigt svenskt uttryck för modernism.
Maison de fous byggde på en enaktare av Pär Lagerkvist, Himlens hemlighet, publicerad 1919 i hans bok Kaos. I Lagerkvists drama, liksom i Maison de fous, framträder en samling förvirrade personer som var och en är instängd i sin egen absurda fantasivärld. De besöks av en ung man – i baletten en ung kvinna – som söker en mening i denna värld men som förgås i den.
Musiken till Maison de fous skrevs av den 25-årige Viking Dahl. Libretto och koreografi gjordes av Jean Börlin och dekor och kostymer av Nils Dardel. Premiären ägde rum i november 1920, alltså under Svenska balettens första säsong. Baletten blev ingen kommersiell framgång. Det var det första rent modernistiska verk som Svenska baletten producerade, och det väckte livliga reaktioner i den franska pressen, där mer än 30 kommentarer och recensioner kom. Inställningen i dem var till större delen avvaktande eller negativ, vilket antagligen berodde både på den fritt formade musiken och den otraditionella koreografin som skulle gestalta psykisk sjukdom, men det fanns även entusiasm i en del av pressen. Till de sympatiskt inställda tonsättarkollegerna hörde Maurice Ravel och Darius Milhaud. Ravel intresserade sig för Viking Dahls vidare utveckling och försökte få honom att studera kompositionsteknik för fransmannen Charles Koechlin, vilket dock aldrig blev av.
Maison de fous har inte satts upp som balett efter den ursprungliga produktionen, men Dahls musik har spelats in i sin helhet på 1990-talet. Hilding Rosenberg, som var i kontakt med Viking Dahl i Paris på 1920-talet, har i efterhand beskrivit musiken till Maison de fous som ”det första moderna [större verket] av betydenhet i Sverige”.